# Ramaz Giorgobiani
Ramaz Giorgobiani grúzul: რამაზ გიორგობიანი (Tbiliszi, 1946. április 16.,   – Tbiliszi, 1995. december 25.) grúz színész, filmrendező, forgatókönyvíró.

## Életpályája
Tbilisziben született. Az Ivane Dzsavahisvili Tbiliszi Állami Egyetemen fizika-matematika karon tanult, 1971-ben az újságíró karon végzett. Véletlenül lett színész, Otar Joszeliani egy matematikai olimpián fedezte fel, és kérte fel Niko szerepére a Lombhullás című filmben. 1979-ben a Sota Rusztaveli Színház- és Filmművészeti Főiskola filmművészeti karán szerezte második diplomáját. 
Kiválóan írt és rajzolt, komolyan rajongott a fociért, síelt. Több mint húsz filmben szerepelt, filmrendezőként csupán négy filmet rendezett. További filmes terveit korai halála miatt nem tudta megvalósítani. 1972-ben megkapta a Dagesztáni Autonóm Szovjet Szocialista Köztársaság tiszteletbeli művésze címet. A Szovjetunió Állami Díjának kitüntetettje (1985). Utolsó filmjét, halála után mutatták be.

## Családja
Anyja Nuca Mikeladze operettszínésznő volt, mostohaapja Givi Gacsecsiladze, a Tbiliszi Operaház igazgatója volt. 14 évvel fiatalabb húga Maja Gacsecsiladze.  
Egy lánya van, akitől egy unokája született.
1995. december 25-én agyvérzésben halt meg. Tbilisziben a Saburtalo Pantheonban temették el, apja sírja mellett.

## Filmográfia

### Színészként
- 1966 – Lombhullás – Niko Nizsaradze
- 1967 – Esernyő – esernyős srác
- 1968 – Szerenád – Ramaz
- 1969 – A filatelista halála – Kereselidze
- 1969 – Adam és Heva – Samsula, a falu tanácsának titkára
- 1970 – Határok
- 1971 – Nyakék kedvesemnek – Bahadur
- 1972 – Vidám regény – Dato
- 1972 – Tavaszi este – Sotiko
- 1972 – Régi mérőszalagok
- 1973 – Erősebb nálam – Rezo
- 1975 – Gorjanka – Juszuf, diák
- 1976 – Dal a felhők felett – Zaur
- 1978 – XIX. századi grúz krónika
- 1984 – A Kék-hegyek, avagy egy hihetetlen történet – Szoszo
- 1985 – A világ leggyorsabbja – narrátor
- 1985 – Urak kalandorok – Zumbadze
- 1987 – Színpad – Gaga, Alekszej barátja
- 1988 – Jelenség – Dzsibo Abzianidze
- 1988 – Megtörténik – Murman
- 1989 – Beszélgessünk – Gogi
- 1991 – Sztálin elvtárs afrikai útja – NKVD hadnagy
- 1991 – Lolita – Vazsa
- 1996 – Whirlpool

### Filmrendezőként
- 1980 : Majdnem két hónap
- 1986 : Beszéljünk
- 1991 : Lolita
- 1996 : Whirlpool

### Forgatókönyvíróként
- 1986: Beszéljünk – rendező: Ramaz Giorgobiani
- 1991: Lolita – (Besarion Maglakelidzével) rendező: Ramaz Giorgobiani
- 1996: Morevi – (Badri Csohonelidzével) rendező: Ramaz Giorgobiani

## Díjai, elismerései
- 1985 – Szovjetunió Állami Díj
- 1972 – A Dagesztáni Autonóm Köztársaság tiszteletbeli művésze